# Шхиян Ганна Семенівна
Ганна Семенівна Шхиян, (9 липня 1905 — 15 травня 1990) — радянський ботанік, дослідниця флори Кавказу. Доктор біологічних наук (1974).

## Біографія
Ганна Семенівна Шхиян народилася 9 липня 1905 року в Тифлісі в сім'ї педагога. Захоплення природознавством привело її на сільськогосподарський факультет Тифліського державного політехнічного інституту, пізніше реорганізованого в Тифлиський державний університет. У 1929 році переїхала в Вірменію, де брала участь в залісенні курорту Арзні. У 1933 році перейшла на роботу в біологічний сектор Закавказького філії АН СРСР в Тбілісі, який пізніше, в 1934 році, увійшов до складу новоутвореного Ботанічного інституту. Тут проходило її становлення як ученого-ботаніка: флористичні та геоботанічні експедиції по всьому Кавказу, обробки систематично складних родів і родин, захист дисертацій.
Багато було зроблено нею для регулювання господарської діяльності людини в Закавказзі — паспортизація зимових пасовищ ряду районів Азербайджанської РСР, геоботанічне обстеження лісів Нижньої Карталінії, складання карт і нарису рослинності цього району, обстеження диких плодових лісів Східної Грузії. Результати цієї роботи знайшли відображення в збірнику «Корисні рослини».
Особливе значення в науковій діяльності А. С. Шхиян мали систематичні дослідження, які послужили основою дисертацій. Кандидатська дисертація, захищена в 1944 році, була присвячена систематиці та географії кавказьких представників роду Гадюча цибулька (Muscari) і до теперішнього часу не втратила свого значення. Дані цієї роботи увійшли в різні зведення, зокрема в восьмитомну «Флору Грузії» (1941—1952) у створенні якої А. С. Шхиян брала активну участь. Докторська дисертація — результати систематичного дослідження родини Ворсисті (Dipsacaceae) на Кавказі, була захищена в 1974 році, і також знайшла відображення у всіх виданнях, присвячених флорі Кавказу.
А. С. Шхиян читала курс лекцій на вірменській мові по систематики та загальної ботаніки на вірменському відділенні природничо-географічного факультету Педагогічного інституту ім. А. С. Пушкіна у Тбілісі.
З 1975 року жила в Єревані і працювала у відділі систематики та географії Інституту ботаніки АН Вірменської РСР аж до осені 1989 року, брала участь у виданні «Флори Вірменії», опрацювала ряд складних родів, готувалася до видання «Флори Кавказу», що планувалось. Кількість її наукових праць наближається до 50.

## Основні праці
- Шхиян А. С. Род Scabiosa L. на Кавказе // Труды Тбилисского ботанического института: журнал. — 1956. — Т. 18, № 10. — С. 3—68.
- Шхиян А. С. Семейство Dipsacaceae A.L.Jussieu на Кавказе: Автореферат… докт. биолог. наук / ТГУ. — Тбилиси: Мецниереба, 1974. — 27 с.
- Шхиян А. С. Род Helichrysum Mill. (Asteraceae) в Армении // Новости систематики высших растений: журнал. — 1986. — Т. 23, № 10. — С. 198—205. — ISSN 0568-5443.
- Шхиян А. С., Нерсесян А. А. Род Muscari Mill., Гадючий лук, Мышиный гиацинт // Флора Армении = Հայաստանի Ֆլորան : в 11 т. / под ред. А. Л. Тахтаджяна. — Ruggell (Liechtenstein): Gantner, 2001. — Т. 10 : Monocotyledones (исключая Poaceae) / отв. ред. тома Э. Ц. Габриэлян, М. Э. Оганесян. — С. 262—271. — 612 с. — ISBN 3-904144-16-2.
- Шхиян А. С., Нерсесян А. А. Род Bellevalia Lapeyr., Беллевалия // Флора Армении = Հայաստանի Ֆլորան : в 11 т. / под ред. А. Л. Тахтаджяна. — Ruggell (Liechtenstein): Gantner, 2001. — Т. 10 : Monocotyledones (исключая Poaceae) / отв. ред. тома Э. Ц. Габриэлян, М. Э. Оганесян. — С. 271—279. — 612 с. — ISBN 3-904144-16-2.

## Пам'ять
На честь А. С. Шхиян названий
- Лук Шхиян (Allium schchianiae)